# Adolph Franz Carl von Seckendorff
Adolph Franz Carl Freiherr von Seckendorff, ab 1816 Graf von Seckendorff, (* 30. Oktober 1742; † 9. November 1818 in Merseburg) war ein Hofbeamter, der im Dienst verschiedener Herren stand und zuletzt königlich-sächsischer Geheimer Rat und Direktor der Stände im Stift Merseburg, königlich-großbritannischer Kammerherr und Großkreuzträger des königlich-dänischen Dannebrogordens sowie Erb-, Lehn- und Gerichtsherr auf Kölzen und Starsiedel war.

## Leben

### Herkunft
Er stammte aus dem fränkischen Adelsgeschlecht von Seckendorff und zwar speziell der Linie Gudent. Einer von deren Vertretern, der kaiserliche Feldmarschall Friedrich Heinrich Freiherr von Seckendorff (1673–1763), war in den Reichsgrafenstand erhoben worden, hatte aber keine Söhne hinterlassen.

### Werdegang
Adolph Franz Carl Freiherr von Seckendorff schlug die Verwaltungslaufbahn ein und trat in den Dienst der Krone Dänemarks, wo er zum Kammerherrn ernannt wurde. Als solcher verfügte er über genügend Kapital, um seinem Verwandten Ernst Anton Heinrich Freiherr von Seckendorff das verschuldete Rittergut Kölzen, zu dem auch das Dorf und Vorwerk Starsiedel gehörte, am 31. Juli/12. August 1783 abzukaufen. Dadurch wurde Adolph Franz Carl Freiherr von Seckendorff zum Lehnträger eines im zum Kurfürstentum Sachsen gehörenden Hochstift Merseburg gelegenen Rittergutes. Die Vertreter der Stände dieses Territoriums wählten ihn zu ihrem Direktor. Diese Funktion übte er bis zu seinem Tod im Jahre 1818 aus.  Am Dresdner Hof war er zuletzt Titular-Geheimer Rat.
In den preußischen Grafenstand wurde er am 17. Januar 1816 durch König Friedrich Wilhelm III. von Preußen in Berlin erhoben.

### Familie
Er war verheiratet mit Amalie Sophie Elisabeth geborene Gräfin von Hardenberg (1767–1848). Aus dieser Ehe gingen fünf Söhne hervor, darunter der spätere preußische Oberbergrat Carl von Seckendorff, sowie der Diplomat Theodor Franz Christian von Seckendorff.